# Madjid Albry
Madjid Albry (* 23. Juli 1990 in Belbege, Niger) ist ein nigrisch-deutscher Fußballspieler.

## Karriere
Albry spielte in der Jugend für den FC St. Pauli, bevor er 2007 in die Jugendabteilung von Werder Bremen wechselte. In der A-Jugend-Bundesliga wurde er in zwei Spielzeiten 44 Mal eingesetzt und erzielte dabei drei Tore. In der Saison 2008/09 gewannen die Bremer die Staffel Nord/Nordost, scheiterten dann jedoch im Halbfinale am späteren deutschen Meister 1. FSV Mainz 05. In der Saison 2009/10 gehörte er zum Kader der dritten Herren (U-21) von Werder, die in der fünftklassigen Bremen-Liga spielten. Am Ende der Saison wurde Albry mit seinem Team Meister der Bremen-Liga, auf die Relegation um den Aufstieg in die Regionalliga verzichtete der Verein jedoch.
Am 15. September 2009 (8. Spieltag) gab er sein Profi-Debüt in der 3. Liga für Werder Bremen II, als er im Spiel gegen Kickers Offenbach in der Startformation stand. Zur Saison 2010/11 wechselte er zum FC Oberneuland, der in der viertklassigen Regionalliga Nord antrat. Dort debütierte er am 7. August 2010 (1. Spieltag), als er bei der 0:2-Niederlage gegen Eintracht Braunschweig II in der Startformation stand.
Bereits nach nur einem halben Jahr und lediglich sechs Einsätzen in der ersten und einem Einsatz für die zweite Mannschaft der Oberneuländer, die in der fünftklassigen Bremen-Liga spielte, zog es Albry im Januar 2011 von Bremen nach Hamburg. Dort heuerte er beim Verein Altona 93 an, der in der Oberliga Hamburg spielt. In der Rückrunde der Saison 2010/11 wurde er in insgesamt 14 Partien eingesetzt, in denen er vier Treffer erzielen konnte. Drei davon – und somit einen lupenreinen Hattrick – schoss er in der zweiten Halbzeit beim 5:1-Erfolg über den Bramfelder SV am 10. April 2011. Nach 24 weiteren Einsätzen in der Saison 2011/12 wurde im Juli 2012 sein Vertrag in Altona aufgelöst. Zur Saison 2012/13 wechselte er zum TBS Pinneberg in die sechstklassige Landesliga Hamburg.